# ブラックキャット (マーベル・コミック)
ブラックキャット（Black Cat）はマーベル・コミックのアメリカンコミック、『スパイダーマン』に登場するキャラクター。本名はフェリシア・ハーディ（Felicia Hardy）。ライターのマーブ・ウルフマンとアーティストのキース・ポラードによって創られ、『The Amazing Spider-Man #194』(1979年7月)で初登場した。ブラックキャットは腕利きのキャットバーグラーだったが後に改心し現在は時々クライムファイター（＝犯罪者退治専門のヒーロー）や冒険家をしている。彼女はスパイダーマンの特に数少ないコスチュームを纏った恋愛対象の一人である。

## 出版の歴史
1979年クリエイターのマーブ・ウルフマンはスパイダーウーマンの敵となるべき女性を求めていた。彼はキャラクターを近くにいる者に不幸をもたらす黒猫が登場するテックス・アヴェリーのカートゥーン『呪いの黒猫』をベースにしたものにしようと決めた。ブラックキャットのコスチュームと外見は後にデイブ・クックラムがデザインした。
ウルフマンはマーベル・コミックス社内で『Amazing Spider-Man』誌に持ち場が変わった時、自分のキャラクターを連れてきた。彼女が初登場した『Amazing Spider-Man』#194のletters pageの下部で『Spider-Woman』#9のカバーにするつもりだったサムネイルを（『Amazing Spider-Man』#194のrejected coverと一緒に）見る事が出来る。
このキャラクターは2つのミニシリーズで主役になり、スパイダーマン関係の様々なタイトルでサポートキャラとして登場している。
ライター兼ディレクターのケヴィン・スミスは2002年にミニシリーズ『Spider-Man/Black Cat: The Evil That Men Do』を書きはじめた。3号まで刊行された後2005年までシリーズは中断していた。スミスはついに原稿を書き終わった事を明かした。
2000年代の中頃、彼女は『Claws』と題されたリミテッド・コミックブック・ミニシリーズでウルヴァリンとともに主役を張った。現在、ブラックキャットは『Heroes for Hire』の2巻でリードキャラクターになっている。

### Notable stories
- The Amazing Spider-Man - #194&195ブラックキャット初登場。
- The Spectacular Spider-Man - #75-100 ブラックキャットがヴィラネスから改心しヒーローとなりスパイダーマンと付き合い始める。フェリシアが自分の力がスパイダーマンにとって危険だと分かり、ピーターは嘘をついているように感じて二人は別れた。
- Felicia Hardy: The Black Cat - ブラックキャットの最初の短期シリーズで4部構成になっている。フェリシアは新たな雇い主からの依頼を遂行中にかつての犯罪のパートナーと対面する。彼女は私立の調査・警備事務所を設立した。
- Spider-Man/Black Cat: The Evil that Men Do  - 彼女の父がa displaced reaction to her attackとして強盗に転身したレイプ被害者に対して行った英雄的行為に触発されて盗賊になった自由奔放な女冒険家という後付けされたブラックキャットのオリジン。
- Heroes For Hire - シビル・ウォーではブラックキャットは登録賛成派のグループに参加していた。

## バイオグラフィー
ニューヨークのクイーンズに生まれたフェリシア・ハーディは、世界的に有名なキャットバーグラーを父に持っていた。逮捕される前に彼は彼女に決して妥協するなと勇気づけた。

### デートレイプの被害
大学一年生の時、フェリシアはボーイフレンドのライアンからデートレイプされた。犠牲者であると言う考えを嫌悪し、結果の重大さに関わらず彼女はレイプした者を殺害しようとした。彼女は授業をさぼって様々な戦闘スタイル及びアクロバットのトレーニングを始めた。最終的に数ヶ月に及ぶ準備の後、彼女は復讐の決行を決意した。しかし彼女がライアンを見つける前に、彼は飲酒運転事故によって死亡していた。
彼女の貞操を奪った男の命を奪うチャンスを失った事に腹を立てて、ハーディは父の足跡を辿る為に新たな力を役立てようと決めた。窃盗によって財を成した後、フェリシアはコスチュームアイデンティティの採用を決めた。

### ブラックキャット
彼女が最初にブラックキャットのコスチュームを着たのは彼女の父を脱獄させる際である。その夜彼女はスパイダーマンと出会う。男性には嫌悪を抱いていたが、ファリシアはこの孤独なヒーローに自分との類似点を見出した。スパイダーマンは彼女が信頼できると感じた初めての男であり、彼に恋心を抱いているという確信を強めていく。フェリシアは彼の信頼を得る為の方法を模索しつつも、ブラックキャットとしても活動し続けたが、彼の恋情に働きかけるには見当違いな試みだった。フェリシアにとって良い事に、スパイダーマンは彼女の犯罪の記録を抹消する為にあらゆる努力をした。
キングピンが信じ難い程に強力な起爆装置をコントロールしている事を知ると、ブラックキャットは遂に自分自身の力量を試す機会を得た。オウルはニューヨークシティを人質に取る為に兵器を使おうとした。しかしドクターオクトパスは街を破壊する為にそれを使おうとした。ブラックキャットは自分の能力をそのアイテムを盗み、あらゆる政党から護る為に使う事が出来た。彼女は起爆装置をスパイダーマンに渡し、ドクターオクトパスの復讐の標的となった。スパイダーマンは彼のメカニックパーツをズタズタにする事が出来たがオクトパスは未だにそれらを精神的にコントロールする事が出来た。ブラックキャットはアームが攻撃を仕掛ける間捕われていた。スパイダーマンはやっとのことで彼女を取り戻しすぐに病院に連れて行き、数十カ所に及ぶ弾丸とナイフによる怪我の治療にあたらせた。ピーターはその時、自分がどれほどフェリシアを愛しているかを悟った。

### スパイダーマンとの交際
彼女が回復すると彼等は交際を始め、まもなくピーターは彼女に正体を明かした。しかしフェリシアがピーターのマスクの下の正体がただの人間であると言う事実を受け入れることには多大な困難が伴った。特に彼が一般市民としての生活を必要している事が理解できなかった。ピーターは傷ついたが、スパイダーマンとしての生活を隠す必要がない相手は初めてであったため交際は継続した。
当初、ブラックキャットの通り道を横切った者たちに降り掛かった災難単に良く計画されたスタントまたはトラップだとみなされていた。Spectacular Spider-Man #75での臨死体験以後はフェリシアはスーパーパワーを持っていない事が彼女をスパイダーマンの不利になっているのではないかと危惧するようになった。彼女は彼が彼女を護る圧倒的な必要がいつか彼の命を奪うかもしれないと恐れた。フェリシアはスパイダーマンに匹敵する者になる方法を模索した。トニー・スタークが失踪した事、ヘンリー・ピムが彼女に電話を返さなかった事を知り、アベンジャーズやファンタスティック・フォーにも拒絶されて、フェリシアはスコーピオンやフライを創るのに使われたのと同じような処理を施される機会を与えられた。キングピンはそれをブラックキャットへの窃盗の代償として使う事に決めた。犯罪者のキングピンによって力を与えられた事を恐れ恥じた為、彼女は新たな能力をピーターから隠し続けようと決めた。シークレット・ウォーズでスパイダーマンが地球を離れている間、フェリシアは彼を捜してアベンジャーズマンションに赴いた。そこでヴィジョンが彼女にアベンジャーズに入団するチャンスを与えたが、単にスパイダーマンにしか興味がなかった為断った。
二人の間に秘密という壁を感じて、スパイダーマンはフェリシアと別れた。彼は間もなく、何故か運勢が悪くなっている事に気付き、ドクター・ストレンジに呪い（hex）を取り除くために協力を要請した。しかし、呪いの源泉が著しく変わり、ブラックキャットのパワーは時間の経過と共に変わっていった。彼女は間もなく高められた力、俊敏さ、バランス感覚、視覚能力、そして格納可能なツメを獲得した。
ブラックキャットは外見と態度を改め、スパイダーマンと再び付き合いはじめた。彼女はピーター・パーカーとしての普通の生活と折り合いを付け、彼がスパイダーマンとして殺人で訴えられた時には彼を擁護した。彼等は一緒に彼に濡衣を着せる綿密な計画の黒幕を追い、フォレイナーとして知られる傭兵と戦った。最終的に彼の人生が滅茶苦茶になったように思われた時、スパイダーマンは帰宅し、彼の人生を破滅させる計画を検討しているブラックキャットを見つけた。彼は彼女を追跡し、彼女が自分を振った彼を決して許しておらず、その仕返しにフォレイナーの愛人になった事を知った。計略の中で怒ってはいたが、フェリシアはピーターを愛そうとする願いに立ち戻った。最終的に、ブラックキャットはフォレイナーの前を二度通り過ぎ、新たな人生を求めてヨーロッパに旅立ち、その事はピーターにメリー・ジェーン・ワトソンの助力を見出させ、新たな交際を始めさせた。

### 数年後
ブラックキャットはピーター・パーカーを探す為にアメリカに戻り、ヴェノムによってピーターがメリー・ジェーン・ワトソンと結婚した事を知らされがっかりした。怒り嫉妬し、フェリシアは夫妻に嫌がらせを始め、物理的にメリー・ジェーンを怯えさせ、彼の親友のフラッシュ・トンプソンと付き合ってピーターをなじった。彼女はトンプソンを心から愛するようになりはじめたが、彼は最終的に彼女の秘密を知り振った。ブラックキャットは最終的に怒りと嫉妬の感情を水に流し、スパイダーマンとメリー・ジェーンの友人となった。彼女はマキシマム・カーネージ・アークにおいてカーネージとその子供たちと戦うスパイダーマンとヴェノムたちの数少ない賛同者の一人であった。元々はカーネージを倒す唯一の方法は殺す事だとするヴェノムの考えに賛成していたが、最後には彼女は思いやりを持って混乱と戦おうと努めるスパイダーマンに賛同して戦った。スパイダーマンが超人的能力を除去する装置を使った後、ブラックキャットはそれらを戻す為に再び装置を見つけて彼を治療した。しかし、その過程でブラックキャットのネコのような能力は完全に消滅した。彼女はその後、ティンカラーから自分のコスチュームに組み入れる装備を購入し失われた能力の埋め合わせをした。彼女は時々スパイダーマンと共闘している。
スパイダーマンが世間に正体をさらした後、彼の正体を知っていると言う絆（彼女はsexyと形容していた。）を共有していたと感じていたためブラックキャットは失望した。彼女は現在ピューマとして知られるトーマス・ファイアハートと付き合っているが、彼女の新しい性的な興味の対象はフェリシアはピーターに対しいくらかロマンチックな気持ちを残しているのだと注意した。

### Civil War/The Initiative
ブラックキャットは継続中のシビル・ウォーで新たなヒーローズ・フォー・ハイアのメンバーであるが、ミスティナイトはフェリシアは単に金を目当てにして所属していることを仄めかしている。

## パーソナリティ
当初はスパイダーマンで頭がいっぱいの不安定な若い女性として表現されていたが、フェリシア・ハーディは強い意志を持ち聡明なウェブスリンガーの妨害者へと進化を遂げた。二人が付き合いはじめた時、彼女の性格は浅薄だった。例えばピーター・パーカーがフェリシアに正体を明かした時、彼女は彼にマスクを戻すように請うた。つまりは彼女は平均的な男性としてのスパイダーマンという考えに対処が出来なかったのである。フェリシアは誠実な友人であり臨機応変なファイターであり、ネコの名にふさわしいのである。

## 協力者と敵対者
- スパイダーマン(ピーター・パーカー) - 元々は法の上で正反対の立場にいたが、彼女が改心した時、ピーターとフェリシアは激しい（主として肉体的な）ロマンスにおちた。しかし、彼女は当初ピーター・パーカーというよりスパイダーマンに魅かれており、彼等の交際は失敗した。短い間敵意を抱いていたが、彼等は互いに定期的に助け合う親友となった。フェリシアは現在ピーターと別れた事は失敗で今やスパイダーマンとピーター・パーカーを『the best guy I've ever known』とみなし本当の意味でぞっこんである事を理解している。彼女はマーベルユニバースにおいてスパイダーマンの事を一般的な『スパイディ』ではなく『スパイダー』というニックネームで呼ぶ唯一の人間である。
- メリー・ジェーン・ワトソン・パーカー - ピーターの妻でかつての恋のライバル。元々は互いにいがみ合っていて、フェリシアはメリー・ジェーンがピーターを盗んだと信じていたが、二人の女性はかなり仲の良い友人となり、アーチー・コミックのヴェロニカ・ロッジとベティ・クーパーのような関係になっている。それでもフェリシアはピーターとよりを戻そうとした時にピーターの妻を平気で『Mary Plain』と呼んでいる。
- フラッシュ・トンプソン - パーカー夫妻の友人。フェリシアはメリー・ジェーンと結婚しようとしているピーターを取り戻すべく彼を捨てるつもりで交際しはじめた。皮肉にも彼女はフラッシュを真剣に愛するようになったが、逆に彼に捨てられた。この交際はMC2ユニバースでは異なる結末を迎えている（下記#MC2を参照の事。）。
- ピューマ - Feralで共闘した後ロマンチックな交際を始めた。
- ティンカラー - フェリシアのビジネス上の知り合いで彼女の現在の装備の多くを作り出した。
- ウルヴァリン - ブラックキャットとウルヴァリンは『マーベルナイツ』のミニシリーズ『Claws』で共闘している。彼等はその後デートをしている。
- 彼女はキャプテン・アメリカ、クロークとダガー、デスロック、ファイアスター、アイアンフィスト、モーヴィウス、ナイトウォッチ、ヴェノムらとマキシマムカーネージで共闘している。
- 新たな『ヒーローズ・フォー・ハイア』でのチームメイトはミスティナイト、コリーン・ウィング、タランチュラ、シャン・チー、パラディン、アメリカンサムライ、オルカ、ハンバグである。

## 能力
当初、ブラックキャットは超人的な能力を何一つ持っていなかった。その後、彼女は確率場に影響を及ぼすミュータント能力を潜在的に持っている事が明らかになった。この能力は人為的な方法を用いて活性化した。彼女がストレスを感じると銃のジャムや暴発、あるいは足をつまづく、等々の突発的な事故と思われやすい脅威を周囲の人間に無意識に引き起こす。この能力は最終的に彼女と長く付き合った人間に対して問題を引き起こすという副作用を出すに到った。ドクター・ストレンジは最終的に、彼女の能力を弄って、望まざる副作用を取り除いた。しかしこの魔法による干渉は彼女にネコのような能力、つまり指先に出し入れできるかぎ爪を与え、超人的な素早さと力、赤外線を見分ける能力を与えた。彼女はそれらの能力を魔法が弱まった際に失った。ミニシリーズ『Claws』の3号では彼女はフェロモンを嗅ぎ分ける事が出来ると述べているため、未だにいくらか動物的な嗅覚を持っている可能性はある。
ブラックキャットはオリンピックレベルのアクロバットの反射力と俊敏さとスタミナを持っている。彼女は肉体的に逞しく強靭であり、かなりの耐久力を持っている。彼女は卓越したストリートファイターで、幾人かの武装した殺し屋を相手にして無傷で叩きのめす事ができるほどである。戦闘時の彼女の強さと（度を超えて引き上げられた際の）凶暴さはセイバー・トゥースのようなミュータントの殺し屋さえも遥かに圧倒する。
ブラックキャットはティンカラーから彼女の敏捷さを引き上げ、強さを高めるためのいくつかの装置を入手してもいる。彼女は拡張された敏捷さを認識する為に脳の平衡感覚中枢と相互作用するイヤリングを身につけている。赤外線や紫外線のような様々な電磁的なスペクトラムの範囲をみるコンタクトレンズを持っている。彼女のコスチュームは彼女の力を常人以上の物にするマイクロサーボモータを含んでいる。彼女のコスチュームのグローブはマイクロフィラメントが仕込まれており、彼女が指を曲げると（磁力の急増がトリガーになりフィラメントを凝縮させ分化しかぎ爪になる。）格納可能なツメを形作り、殆どの表面を引き裂き、容易に壁をよじ登れるようになる。更に、コスチュームはピッチリとした形状と胸の谷間を曝け出す深いVネックによって、取り乱させ、挑発し、男性の攻撃者の集中力を奪っている。この装備を使って、ブラックキャットは超人的な能力を持つ敵対者達を倒すことに成功している。
ブラックキャットはそれぞれのグローブのファーに小さな物を掴むフックの装置を持っており、ビルからビルにスウィングして移動できるが、スパイダーマンほど早いわけではない。

## 他のバージョン

### アマルガムユニヴァース
ブラックバットはDCコミックスのバットガールとマーベル・コミックのブラックキャットが融合した姿である。

### ハウス・オブ・M
ルーク・ケイジのレジスタンスの積極的に物を言うメンバーとして登場し、ジェノーシャでの最終決戦に参加した。

### Marvel Adventures: Spider-Man
この全年齢対象のシリーズの14号で、スパイダーマンはブラックキャットと戦った。

### マーベルマンガヴァース
マーベルマンガヴァースの世界ではブラックキャットはサイバネティックによって強化されている。彼女は元々単なる泥棒で呪われた魔法のアミュレットを金銭的な価値の為に盗んだが、この行動がデビルハンター・マット・マードックの注意を引き彼女は真っ二つにされた。犯罪者のキングピンは彼女の身体をサイバネティックスを用いて再構成し、その中には彼女が彼に歯向かおうとすると活性化するシャットダウンメカニズムも含まれていた。キングピンの任務を完遂すると彼はそのメカニズムを非活性化すると言っていたが、約束を守ったのかそのままにしてあるのかは不明である。彼女はスパイダーマンの昔の恋人だが、ニューマンガバースのストーリーライン（スパイダーマンは彼女ではなくメリー・ジェーン・ワトソンを選んでいる。）では彼女はmove onしようとしており、現在はウルヴァリンへの恋心を見せている。しかしストーリーアークの終わりでは彼女はニック・フューリーと共に登場しており本当の狙いがある事は明らかである。

### マーベルゾンビーズ
ゾンビ化したブラックキャットはアイアンフィストと戦っている様子がごく短いが見られる。彼はパンチで彼女を貫いて穴をあけた。

### MC2
MC2として知られるマーベルユニバースの未来の1つを描いたコミックスでは、フェリシア・ハーディはフラッシュ・トンプソンと結婚し離婚するまでに二人の子供フェリシティとジーンをもうけている。この世界では彼女は明らかにブラックキャットを引退しており民間の調査機関で働いている。彼女は同僚の女性とロマンチックな関係を始め、その事実は彼女とその娘たちとの間に緊張関係を産み出している。（フェリシティがバイセクシャルの一面を問題視している場面はないが、その代わりに彼女は母親に離婚について非難している。それらの出来事について正確な時間の前後はハッキリしていない。）フェリシティは一時的に新たなスカーレット・スパイダーというアイデンティティを採用した。ジーンは現在メイ・パーカーと付き合っている。

### Spider-Man: Fairy Tales
『Spider-Man: Fairy Tales』の一号は赤ずきんの御伽話に基づいている。メリー・ジェンは赤ずきんの一人でピーターは森の住人の一人である。メリー・ジェーンはフェリシアという名のネコを飼っている。

### Spider-Man Loves Mary Jane
フェリシア・ハーディは現在も刊行されているシリーズの17号に登場している。彼女はピーター・パーカーとメリー・ジェーン・ワトソンが通う高校に転校してくるティーンエイジャーである。フェリシアは暴力的な過去と対決的な性格から『bad luck』とみなされていた。彼女はフラッシュにちょっかいを出し、彼のガールフレンドであるリズ・アレンに戦いを挑んだが、それは単に手をつけられない女の子という評判を確立する為の企みだった。現在までにフェリシアが超人的能力やブラックキャットというマスクドアイデンティティをもっている兆候はない。

### スーパーナチュラルズ
ちがうバージョンのフェリシア・ハーディはブラザーブードゥーに主導されるチームの一員である。

### アルティメットブラックキャット
アルティメットユニヴァースで展開する『アルティメット・スパイダーマン』ではブラックキャットはウィルソン・フィスク（＝キングピン）を父親の仇だと考える若い女性フェリシア・ハーディである。復讐の相手を捜して、彼女は彼が昏睡状態に陥った妻に使おうとしていた計り知れない価値を持つ薬を盗み出した。キングピンは暗殺者エレクトラを回収の為に雇った。ブラックキャットが浜に投げ入れた時、エレクトラはサイの1つをブラックキャットの胸に投げつけ、死の淵へと追いやった。彼女は死んだように思われて、誰にも見つける事が出来なかった。
彼女はその後ギャングの抗争の最中に復活し、スパイダーマンの右のこめかみを狙撃しようとするハンマーヘッドを止めた。彼女はキングピンを取り除く事を意味するならばと、他のヒーローは気に食わないようだったが、ハンマーヘッドを狙う事に興味を示した。
危機的状況は終息した後、彼女はマスク越しにスパイダーマンに情熱的なキスをした。かつてからの彼への興味は強くなっていた。彼女は明らかに自分とピーターの間の年齢の不釣り合いという考えは持ち合わせておらず、彼が走り去った後、彼は既婚者であるに違いないと思っていた。彼女がどうにかして彼のマスクを脱がし彼が実際にはどれほど若いかを知るに至って、彼女はうんざりしてしまった。発見がもたらしたショックと困惑は大きく、彼女は彼のユニフォームに吐いてしまった。
アルティメットの世界ではブラックキャットはローレベルのミュータントで彼女の力と俊敏さはアルティメットスパイダーマンの中でも平均的な域にある。このバージョンでは、ブラックキャットは実際にはブルネットのショートヘアだが、シークレットアイデンティティでは白髪のかつらを装着する。ついでに言うとこのかつらはブラックキャットの頭皮にかなりしっかりとくっついているようだ。一度ならず、エレクトラはそれを力一杯引っ張っていたが、外れる事はなかった。彼女はそのストーリーの中ではずっとコスチュームを着ていたため、彼女は元の姿から自分自身の髪を伸ばし染めあげる事が出来るのかもしれない。

### What If?
What If?のWhat if the Alien Costume had Possessed Spider-Man?というストーリーでは、ミスターファンタスティックがウェブスリンガーと切り離しに間に合わなかったためにシンビオートはスパイダーマンと永久的なつながりを持つようになった後、フェリシアは超人達のアドレナリンを糧として生きるシンビオートが弱体化したスパイダーマンを捨てハルクに乗り移った事を知るまで、好き勝手に犯罪を犯していた。彼女は他のヒーロー達が反対する中でハルク殺害派に回った。スパイダーマンの葬儀の後、彼女はキングピンから接触を受け、生涯仕える事を条件にシンビオートを殺す兵器の開発を助けるという申し出を受けた。ソーやブラックボルトの活動のおかげでヒーロー達は既にシンビオートを倒し、ドクター・ストレンジが消し去ろうとしたとき、フェリシアはシンビオートを殺し続けざまに正義の遂行のために彼女がどれほどの代償を払ったかを知らないヒーロー達をきつく叱った。
別のストーリーではスパイダーマンはメリー・ジェーン（この世界ではアリスター・スマイスの攻撃で負傷している。）ではなくブラックキャットと（彼女の面倒を見られる能力があるのか疑問を持ちながらも）結婚している。スーパーヴィラン達との戦いの中でロマンスを再び燃え上がらせていたが、彼らの関係は彼の素性の秘密を保つために一緒に暮らす事ができないといった要因によって複雑なものになっていた。フェリシアのピーターのメリー・ジェーンとの間の友情に対する嫉妬の入り交じった不注意によってスパイダーマンの素性が正体不明の密告者にバレてしまってから、彼女は彼女がメリー・ジェーンを殺そうとしているのではないかと思い込んだパラディンによって殺害されてしまう。結果としてピーターは愛する者を失った悲しみを共有するシルバーセーブルとロマンチックな関係を築くようになる。

## 他のメディア

### アニメーション
ブラックキャットは1981年のスパイダーマンシリーズのエピソード『Curiosity Killed the Spider-Man』に登場している。

#### スパイダーマン (1994-1998)
1990年代のテレビアニメシリーズ『スパイダーマン』では、フェリシア・ハーディと彼女のもう1つの顔・ブラックキャットはそれぞれ、ピーター・パーカーとスパイダーマンの初めての潜在的な恋愛対象として描かれており、メリー・ジェーン・ワトソンが唯一のライバルとなった。フェリシアはビジネスウーマン・アナスタシア・ハーディの育ちが良く裕福な娘であり、キャットとして知られる職業的宝石泥棒で、第二次大戦のスーパーソルジャーフォーミュラを覚えていた為に何年もの間収監されている父親の記憶はかなり曖昧になっている。
一般人としてフェリシアは（彼女のもう1つの姿と違って）少し小柄だったが、歯切れの良いアイルランドなまりで話し、鋭い知性を持つ魅力的なブロンドの女性であった。彼女は短期間マイケル・モービウスと付き合い、その後、ジェイソン・フィリップスと付き合うが彼がホブゴブリンであると発覚し、ショックを受ける。
この番組での彼女は、キングピンことウィルソン・フィスクによって、かつてキャプテン・アメリカになされたスーパーソルジャー計画のアップグレード版の実験台にされ、肉体的な強さや俊敏さや機敏さ、そして髪の色を白くし、コスチュームを変える（加えてよりコミックのブラックキャットに近いトランスフォームする）など外見上の変化をもたらす能力を与えた。彼女はある種のノックアウトガスを手首から噴射する能力や伸縮自在のケーブルと固定用のフックを装備として持っている。彼女は単にコスチュームの一部なのかもしれないが、ツメを持っており、鉄やコンクリートを引き裂いたり切断したり出来る。スパイダーマンはアニメのシークレットウォーズで、互いに良く働き、彼女とキャプテン・アメリカが互いに魅かれ合っていたために彼女を引き入れた。声優はジェニファー・ヘイル。日本語版は斎藤恵理。

#### スペクタキュラー・スパイダーマン
ブラックキャットはスペクタキュラー・スパイダーマンのエピソード『Uncertainty Principle』で登場した。ハロウィーンのフェスティバルのシーンでお金を積めた大きなずた袋を持っていた。このシリーズでは彼女はこれまで単なる盗賊として描かれており、正体は明かされていない。彼女はスパイダーマンのようなウィットを持ち合わせており、彼に対して恋愛感情を持っているらしく、二人が会う度にちょっかいを出している。
ブラックキャットは第一期最後のアークで黒いスーツを着て登場した。彼女の声はカナダの女優トリシア・エルファーが担当した。
彼女はシンビオートを盗み出そうとした所でスパイダーマンに止められた。カメレオンがスパイダーマンを陥れた時、彼女はスパイダーマンの汚名をすすぐ事に賛同し、その過程で市長のネックレスを盗み出した。彼女はこのエピソードで終止スパイダーマンを誑かしていた。エピソードの最後のシーンでスパイダーマンに逆さづりになったまま彼のマスクを半分押し上げ、『スパイダーマン・アニメシリーズ』を彷彿とさせる象徴的な方法でキスをした。しかし、実際には彼に彼女が盗んだものを気付かせないようにするためのキスだった。
彼女は『Intervension』（シーズンの過去のエピソードのフラッシュバックシーン）及び『Nature vs. Nurture』というエピソードでカメオ出演している。
彼女は『Accomplices』で地下オークションの直前にジャンプドライブを盗みに入ったが、ハンマーヘッド、シルバーセーブル、ドクター・オクトパス（とヴァルチャー）、フレデリック・フォスウェル（変装）、ロドリック・キングスレイら入札者達に捕えられた。
最終的に彼女はシーズン2第12話『Opening Night』に登場した。彼女はヴォウルトに潜入し、投獄された彼女の父親を脱獄させようとした。彼女の父親は彼女の正体が自分の娘フェリシア・ハーディである事を悟っていた。ちょうどその頃スパイダーマンはセキュリティをテストする目的でヴォウルトに捕われていた。グリーン・ゴブリンが監獄のコンピュータプロトコルをハッキングしたせいであった。ブラックキャットはスパイダーマンが犯罪者達をやっつけるのを助け、父親をスパイダーマンに明かした。その人物こそ彼の父親を殺害した男であった。クライマックスでは3人のうちの一人が独房の被収容者達を罠にかけ、神経ガスのバルブを開放する必要があった。ブラックキャットはスパイダーマンを指名したが、彼女の父親はベンの殺害の罪を償っていないとして、自分の自由と引き換えにガスを充満させる役目を引き受けた。スパイダーマンとキャットが脱獄するおり、グリーンゴブリンが襲来し、スパイダーマンに奇襲をかけた。ブラックキャットはゴブリンを追い払ったが、父親を自由に出来なかった事に怒り狂い夜の闇に消えていった。そのおりスパイダーマンに彼女の父親を戻らせたことについて復讐すると誓っている。

### ビデオゲーム
- ブラックキャットは横スクロールの戦闘ゲームでスパイダーマンのアーケードゲーム『Spider-Man: The Video Game』のプレーヤーキャラである。ブラックキャットは敵を引っ掻き、跳び蹴りで敵に跳びかかり鞭のようなグラッピングフックで遠くから攻撃する事が出来る。
- ブラックキャットはスーパーファミコンとセガサターンのゲーム『Spider-Man and Venom: Maximum Carnage』で呼び出す事ができ、彼女の攻撃はプレイヤーがスパイダーマンかヴェノムかに大きく依存している。彼女はコミックブックのマキシマムカーネイジの多くのページでも登場しており、複数のレベルで見る事が出来る。
- プレイステーション、ドリームキャスト、PC、NINTENDO 64のビデオゲーム『スパイダーマン』では、ブラックキャットはファーストステージでプレイヤーがクエスチョンマークに歩み寄る度にゲームのtipsを教えてくれる。ゲームの最後でキャプテン・アメリカ、ブラックキャット、ヴェノムはキャプテンアメリカのホバーカーに入ってスパイダーマンを救出する。
- ブラックキャットは2004年の映画に基づいたビデオゲーム『Spider-Man 2』にもウェブスリンガーの独特で魅力的な仲間として登場し、明らかに時折泥棒を愛好していた。彼女の外見はメインストリームのブラックキャットと同じだが、ショートヘアーである点で違う。ホリー・フィールズが声を担当した。
- Spider-Man:Friend or Foeではオードリー・ヴァシレフスキーがブラックキャットの声を担当した。
- Spider-Man:Web of Shadowではトリシア・ヘルファーがブラックキャットの声を担当する。このゲームのブラックキャットは髪型をポニーテールにしており、シンビオートに取り憑かれた姿も公式ウェブサイトで公開されている。
- 彼女本人は登場しないが『MARVEL VS. CAPCOM 3 Fate of Two Worlds』（MvC3）で、スパイダーマンで彼女と同名キャラのフェリシアに勝利すると「フェリ……シア？」とブラックキャットを思い出して動揺するセリフが存在する。

### 小説
ブラックキャットは小説『Spider-Man: The Darkest Hours』で主要キャラクターの一人である。彼女はドゥームズデイ三部作の第一作でDanny Fingerothとエリック・フェインによる小説『Spider-Man and The Incredible Hulk: Rampage』にも登場している。

### 映画
『アメイジング・スパイダーマン2』で初登場。フェリシティ・ジョーンズが演じた。オズコープ社の役員の助手だったが年の近いハリー・オズボーンに気に入られ、実績がないにもかかわらずいきなりハリーの秘書兼CEO補佐に抜擢される。ハリーが重役達の不満を買い社内で孤立する中、彼にとって唯一の心の支えとなり、オズコープ社の秘密研究所の存在を教えた。その結果、ハリーがグリーン・ゴブリンとなる手助けをすることになった。本編から削除されたシーンでは復讐の鬼と化し、反旗を翻した幹部達を惨殺したハリーをフェリシアが発見するが、ハリーは手を出さずにフェリシアを逃がしている。
その後ブラックキャットとなる場面はないままシリーズが打ち切られたため、スーパーヒーローになるのかも、ヴィランにもなるのかも分からないままの非常に珍しいキャラクターとなった。

## ノート及び脚注
1. ↑  Matt Powell (2006年11月27日). “Saying Goodbye to Dave Cockrum”.   Wizard.com. 2007年2月28日時点のオリジナルよりアーカイブ。2007年6月21日閲覧。
2. ↑  Kevin (Presumably Kevin Smith) (2005年7月28日). “The impossible has happened...”.   View Askew Message Board. 2007年6月21日閲覧。[リンク切れ]